# 25 век пр.н.е.

## Събития
- Най-ранна дата за съществуването на мегалитната структура от Стоунхендж

## Личности
- 2491 пр.н.е. – Хуанди, митичен китайски император
- 2490 пр.н.е. – Микерин (Менкаура), фараон на Египет